# 들꿩
들꿩(영어: hazel grouse, 학명: Tetrastes bonasia)은 꿩과의 새이다. 몸길이는 약 35cm로 몸빛은 회색이고 등에 적갈색의 긴 얼룩이 있고 목은 검다. 수컷은 이마와 뒷목이 회색이다. 배는 흰색에 검은색과 적갈색의 반문이 있고 꼬리는 검은색 띠에 끝이 희다. 평지의 우거진 활엽수림이나 혼합림, 천연림 지역에 서식하며 나무의 순과 열매 또는 식물의 종자, 곤충류, 꽃, 잎 등을 먹는다. 숲속의 땅 표면에 둥지를 짓고 5-14개의 알을 낳는다. 한국·시베리아·아무르강·사할린 등지에 서식한다.